# Green:house
Das green:house ist ein 2010 errichteter „Holzbeton-Experimentalbau“ auf dem Gelände der Bauhaus-Universität Weimar. Das Gebäude entstand als campuserweiterndes Element unter der Leitung von Walter Stamm-Teske. Neben der Fakultät Architektur und deren Lehrstuhl „Entwerfen und Wohnungsbau“ waren an diesem Projekt noch weitere Partner beteiligt.

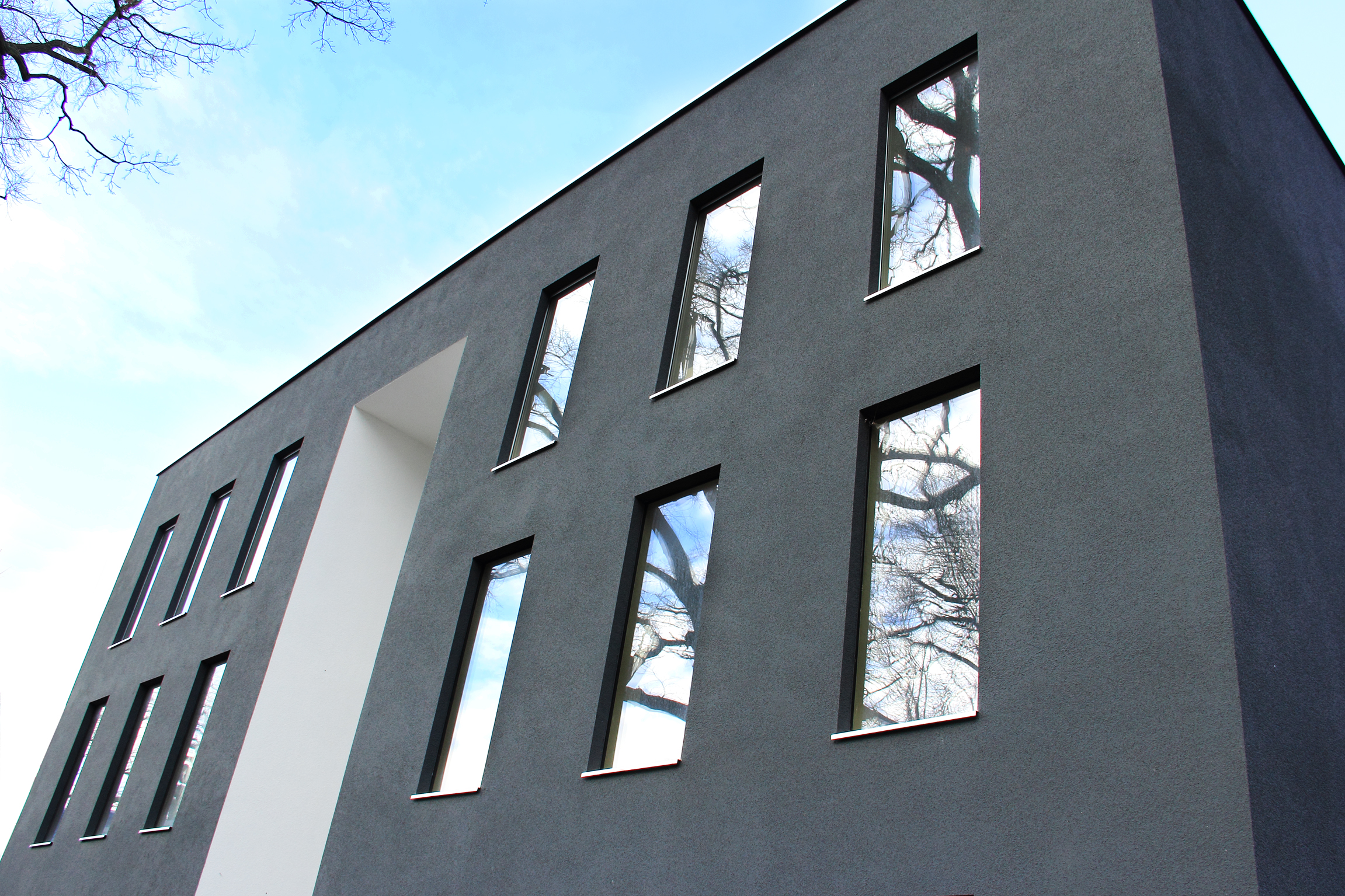
Südfassade des green:house der Bauhaus-Universität Weimar

## Geschichte

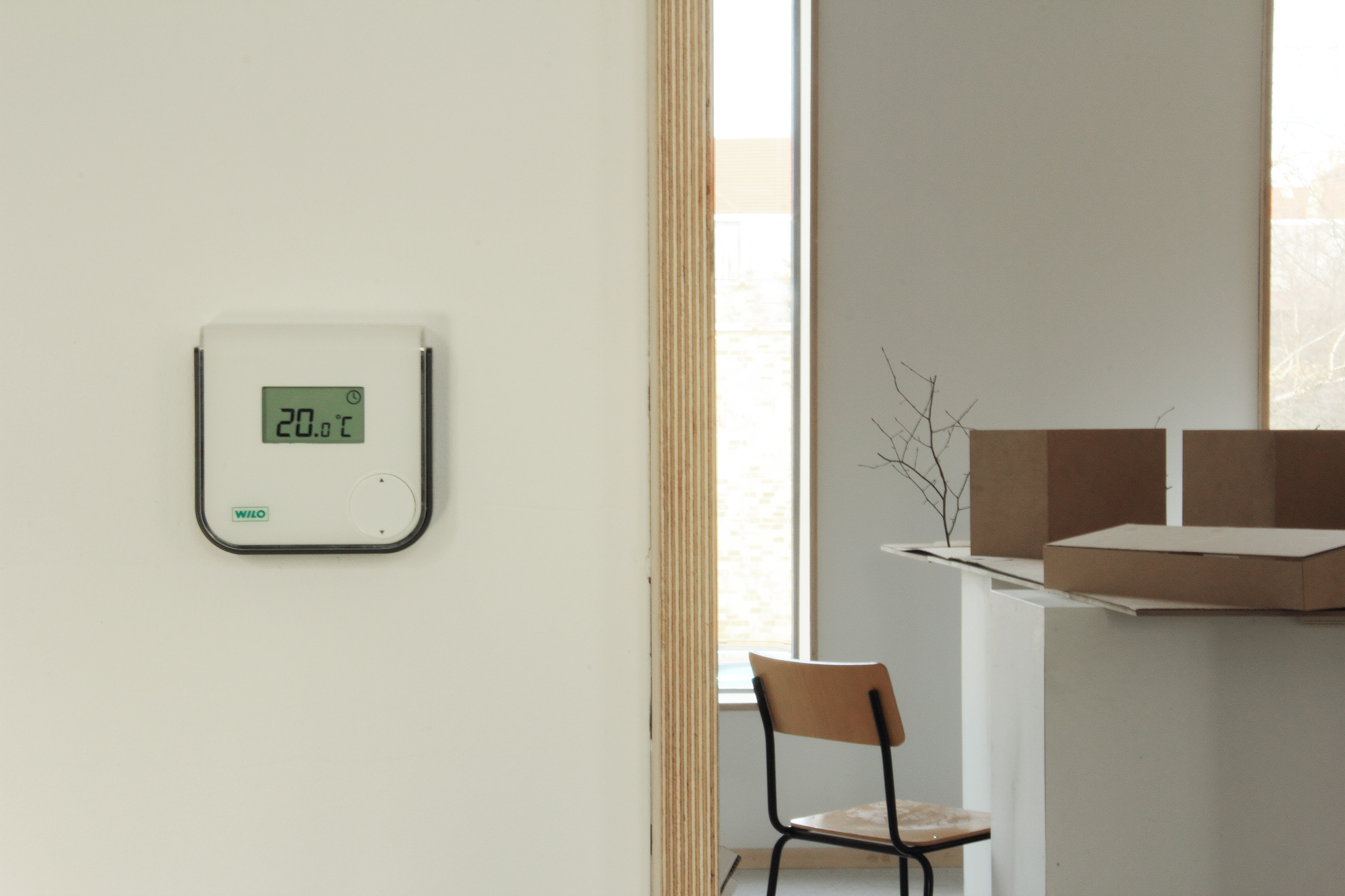
Nutzungseinheit im green:house

Das green:house wurde von Walter Stamm-Teske von der Professur Entwerfen und Wohnungsbau im Zuge der bauhaus.EXPO 09 Initiative zum 90-jährigen Bauhaus-Jubiläum seit 2009 entwickelt. Die Projektinitiative, die aus vier Professuren der Fakultät Architektur besteht, widmet sich in unterschiedlichen Partnerkonstellationen und auf der Basis verschiedener Baumaterialien einer zukünftigen Campuserweiterung der Bauhaus-Universität Weimar. Grundlage der entstandenen Gebäude- bzw. Pavillonkonzepte für dieses bisher weitgehend ungenutzte Campusareal bildete die städtebauliche Masterplanung von AV1 Architekten aus dem Jahr 1996. Vor dem Hintergrund der hier vorgeschlagenen 13 Solitärgebäude, die aus der Dimension und Volumetrie des nachbarschaftlichen Kontext abgeleitet wurden, definierte die Projektgruppe vier »Experimentierfelder « für prototypische Forschungsanwendung, die in enger Verzahnung mit den Lehrformaten der Fakultät Architektur konzipiert und realisiert werden sollen. Übergeordneter Anspruch aller Projekte der Initiative war es die angewandte Forschung im Portfolio der Fakultät Architektur neu zu beleben und mit modellhaften Lösungen in Materialwahl, Projektkooperation, Konstruktion, Nutzung, Standards neue Wege zu beschreiten, die zukunftsfähige Alternativen für das Bauen im 21. Jahrhundert darstellen.
Seit Herbst 2010 wird das green:house an der Bauhaus-Universität Weimar als Modellprojekt aus Holzbeton realisiert. Der prototypische Projektansatz liegt jedoch nicht nur in der Anwendung des neuartigen Baustoffes selbst, sondern auch im Verfahren. Mit  20 Industriepartnern, Firmen und Fachplanern, die zum einen Know-how vermittelten andererseits effektiv mit Produkten die Fertigstellung des Gebäudes erst ermöglichten, diente das experimentelle Gehäuse als Versuchsraum neuer Produkte, Bauteildetails, Standards und Kombinationen von üblicherweise im Bauprozess streng getrennter Gewerke.

## Prototypische Materialanwendung

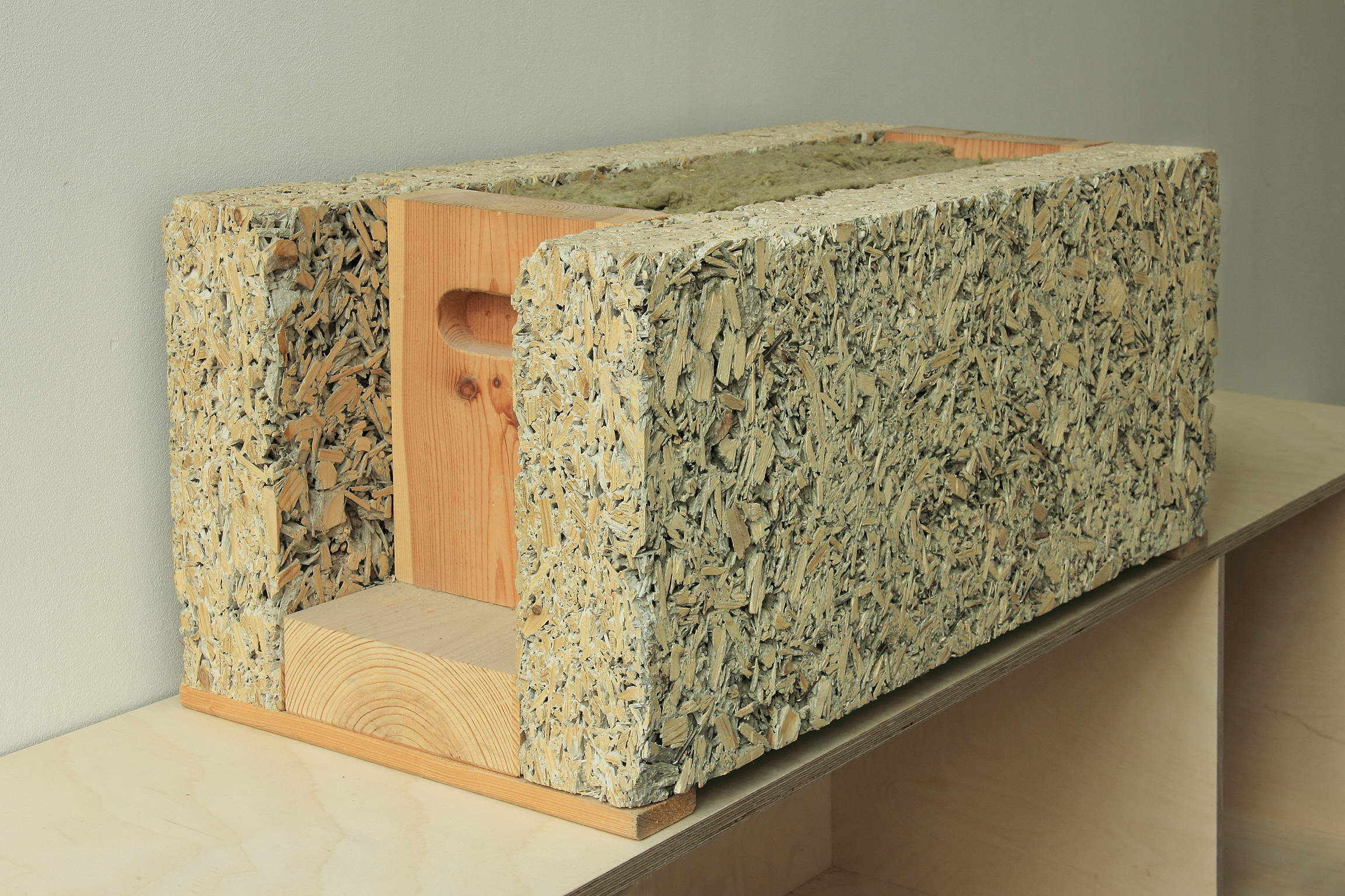
Muster des Holzbetonaufbaus

In  Zusammenarbeit mit der Helika GmbH, Reutlingen experimentierte  Walter Stamm-Teske für eines dieser Experimentierfelder mit einem neuartigen Baustoff, »Holzbeton«, der sowohl bauphysikalisch als auch im Hinblick auf den Produktionsprozess eine zukunftsfähige Alternative innerhalb der vorgefertigten Bauweisen verspricht. Der Baustoff wird ausschließlich aus Holzhäckseln und Zement als Bindemittel hergestellt. In Kombination mit der aus dem Fertighausbau bekannten Holzrahmenbauweise ergeben sich bauphysikalische Eigenschaften, die mit Massivbaukonstruktionen konkurrenzfähig werden. Ein Projektziel der Forschungspartner mit der 1:1 Anwendung des Materials im Experimentalbau green:house ist entsprechend die Annäherung der Produkteigenschaften an die eines Massivbaumaterials bei gleichzeitiger Verarbeitungsmöglichkeit mit etablierter Holzfertigungstechnologie. Neben dem Vorteil eines effizienten Produktionsprozesses und einer schnellen sowie einfachen Montage bietet der gewählte Wandaufbau günstige thermische und akustische Bezugswerte. Insbesondere im Zusammenhang mit der energetischen Betrachtung kann hier ein Marktwert für die Zukunft vermutet werden. Das Projekt wird als Forschungsprojekt der AiF (Allianz Industrie Forschung) gefördert, was das nationale bzw. internationale Interesse an der Holzbeton-Forschung aufzeigt.

## Architekturausbildung

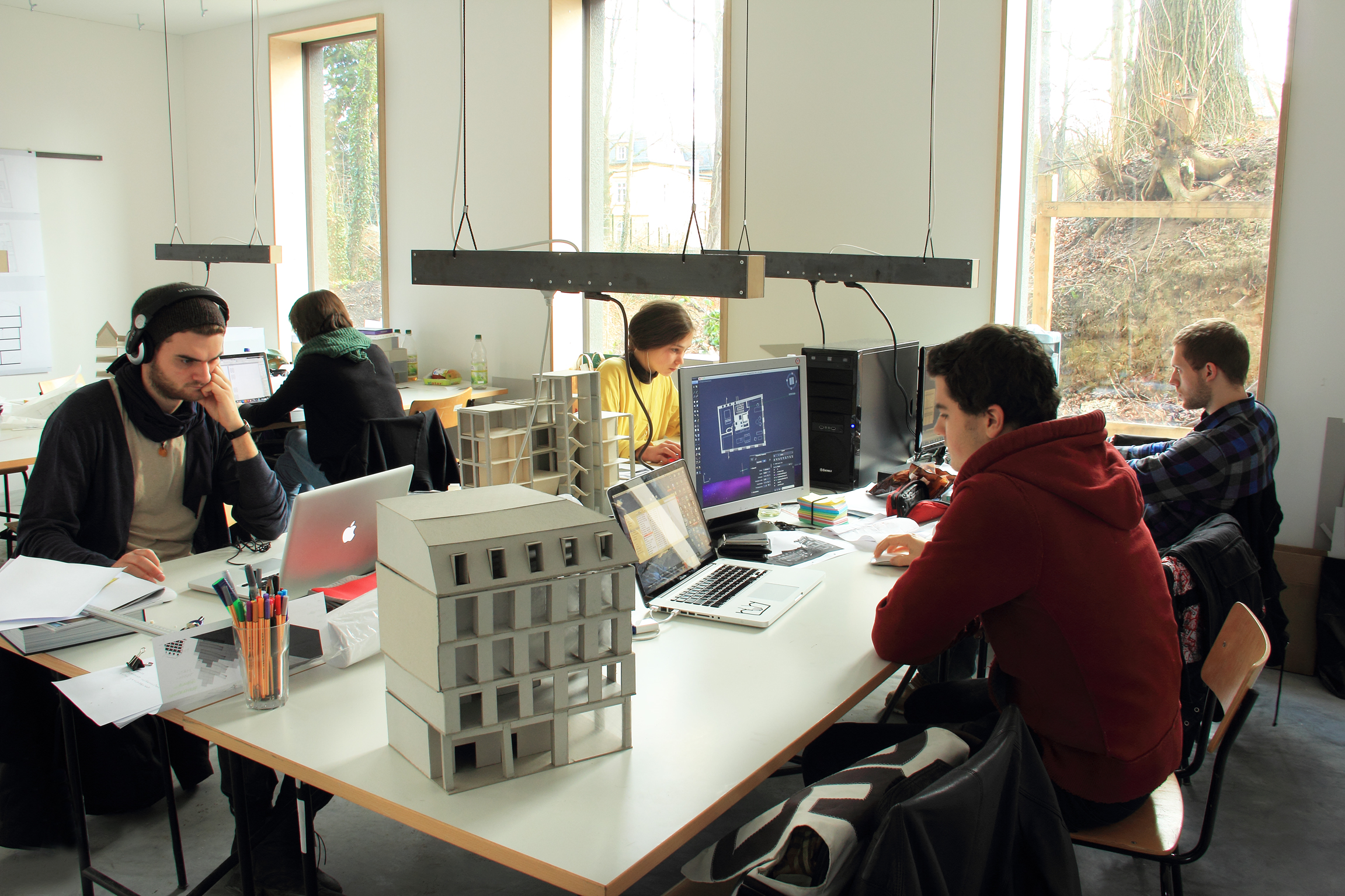
Studentische Arbeitsräume

Das  Projekt wurde von Lehrveranstaltungen begleitet und stellt für die Fakultät Architektur, im Sinne einer Lehre 1:1, ein Zukunftsformat dar. Insgesamt haben über 50 Bachelor- und Masterstudierende der Fakultät Architektur an der Planung und Umsetzung des green:houses mitgewirkt. Neben der Beteiligung am realen Projektprozess fanden wiederkehrend Baustellenbesichtigungen für Studierende der Fachrichtungen Architektur und Bauingenieurwesen statt. Das Gebäude wurde unter den Kriterien des Passivhausstandards geplant und beinhaltet ab Wintersemester 2011/12 50 Arbeitsplätze für Studierende und Mitarbeiter der Fakultät Architektur. Mit den zu erwartenden Monitoringergebnissen des Gebäudes soll ein erster energetische Zukunftsstandard für Hochschulgebäude am Campus Weimar definiert werden. Gleichzeitig soll eine ganzheitliche, objektive energetische Betrachtung durch das Projektnetzwerk green:house stattfinden und verarbeitete Systeme auf ihre Nachhaltigkeit hin getestet werden.

## Projektübersicht

### Gebäude / Bauweise
Das Gebäude wurde in seinen wesentlichen Bauteilen aus einem in dieser Anwendung neuen Baustoff hergestellt. Unter der Bezeichnung „Holzbeton“ wurden 8 cm starke und 1,25 m × 1,25 m große Bauplatten auf einer gedämmten Holzrahmenkonstruktion zu insgesamt 26 großformatigen Bauelementen gefügt. In nur 6 Tagen Bauzeit konnte der Rohbau mittels der vorfabrizierten Bauelemente aufgerichtet werden. Die Holzbetonkonstruktion konnte direkt als Putzuntergrund verwendet werden.

### Öffnungen / Fenster
Sämtliche Öffnungen des Gebäudes wurden als Dreifachverglasung ausgeführt. Bis auf die notwendigen Öffnungen für den Eingang und 2. Rettungsweg (Giebelseiten) sind die Fenster, um die thermischen Verluste so gering wie möglich zu halten, als Festverglasung ohne Rahmen realisiert worden. In den von direkter Sonneneinstrahlung betroffenen Fensterlagen wurde zusätzlich ein im Glaszwischenraum liegender Sonnenschutz eingebracht. Ein Oberlicht über dem zentralen Treppenhaus sorgt für eine gute Tageslichtnutzung im Inneren.

### Lüftung
Um den Passivhaus-Standard bzw. Nullenergiehaus-Standard zu erreichen, wurde ein kontrolliertes Be- und Entlüftungssystem eingebaut. Zusätzlich wurde ein Erdwärmekollektor unterhalb der Bodenplatte realisiert, der eine Vortemperierung der Außenluft sowohl im Heiz- als auch Kühlfall gewährleistet. Die Abluft wird im Sanitär-/Küchenbereich abgesaugt, die Zuluft im Bereich der Arbeitsplätze eingeblasen.

### Heizung
Rechnerisch wird für das Gebäude keine zusätzliche Heizung benötigt, d. h. die über die Wärmeentwicklung der anwesenden Personen und Geräte erfolgende Aufheizung wird das Gebäude grundsätzlich beheizt (Passivhaus). Als Absicherung gegenüber extremen Kälteperioden wurde sowohl in der Bodenplatte als auch den Deckenestrichen eine Fußbodenheizung integriert. Die Versorgung erfolgt aus Energieüberschüssen eines benachbarten Gebäudes (Digital Lab).

### Stromversorgung
Die flexible Nutzung der Räume von Einzelarbeitsplätzen über Gruppenarbeitsplätzen bis hin zu Ausstellungszwecken erfordert ein ebenso flexibles Konzept für die Stromversorgung. Daher wurde eine Konzentration der stromverteilenden Bauteile vorgenommen. Lediglich die zentralen Raumschichten dienen über Steckdosengesimse im Deckenbereich als Verteiler. Die Zuführung zu den einzelnen Stromverbrauchern wird über ein an der Decke sichtbar angebrachtes Hakensystem und eine entsprechend offene und gestaltete Leitungsführung vorgenommen.

### Solarmodule / Solarkollektoren
Die Ausbildung als Flachdach kombiniert mit einer überhohen Attika bietet Möglichkeiten zur Positionierung von Solarmodulen und Solarkollektoren. Ziel ist es, mit Hilfe dieser Komponenten den Nullenergiehaus-Standard zu erreichen.

## Galerie

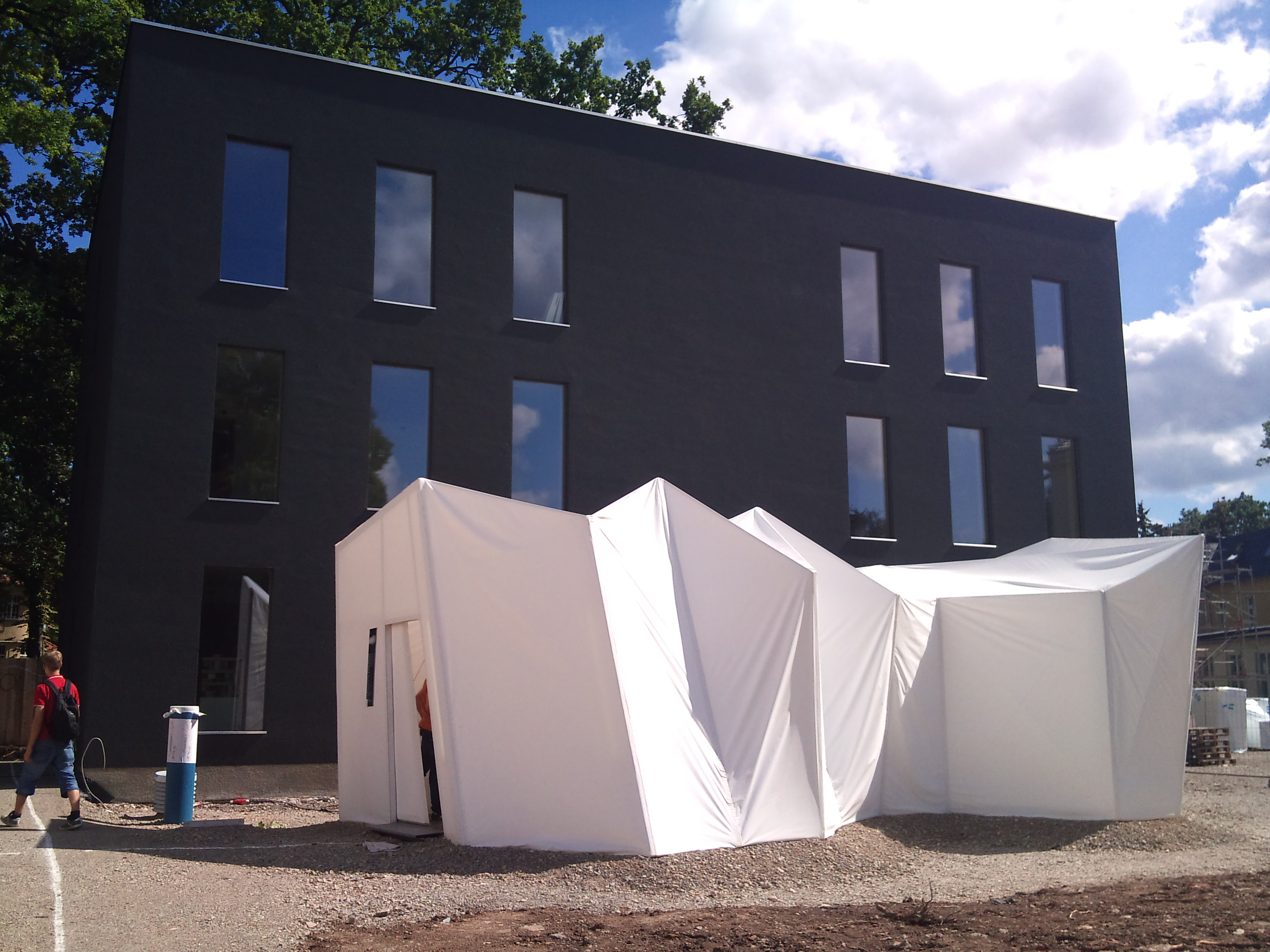
Nordfassade des green:house mit Pavillon der Bauhaus-Summary 2011
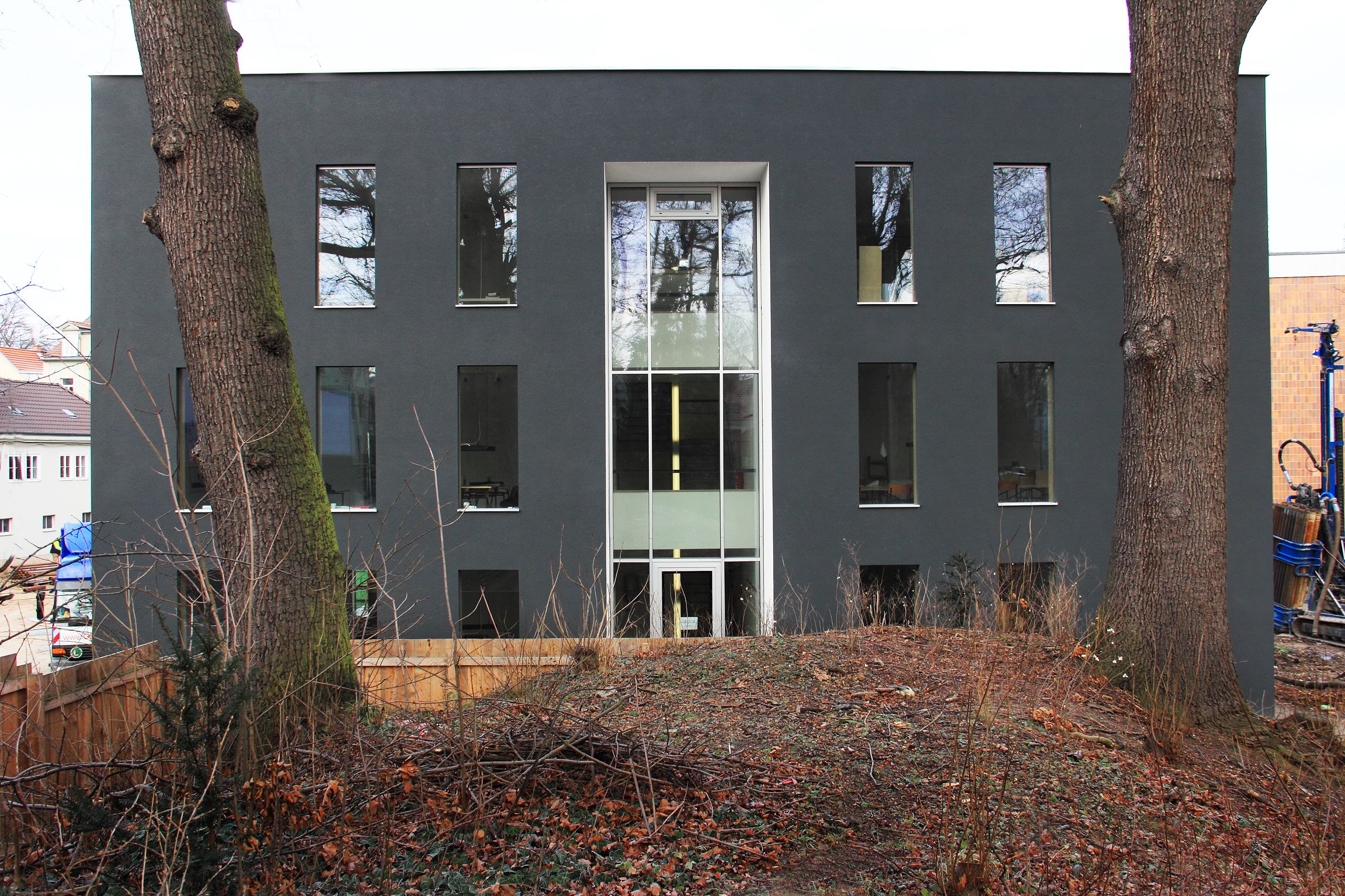
Südfassade des green:house
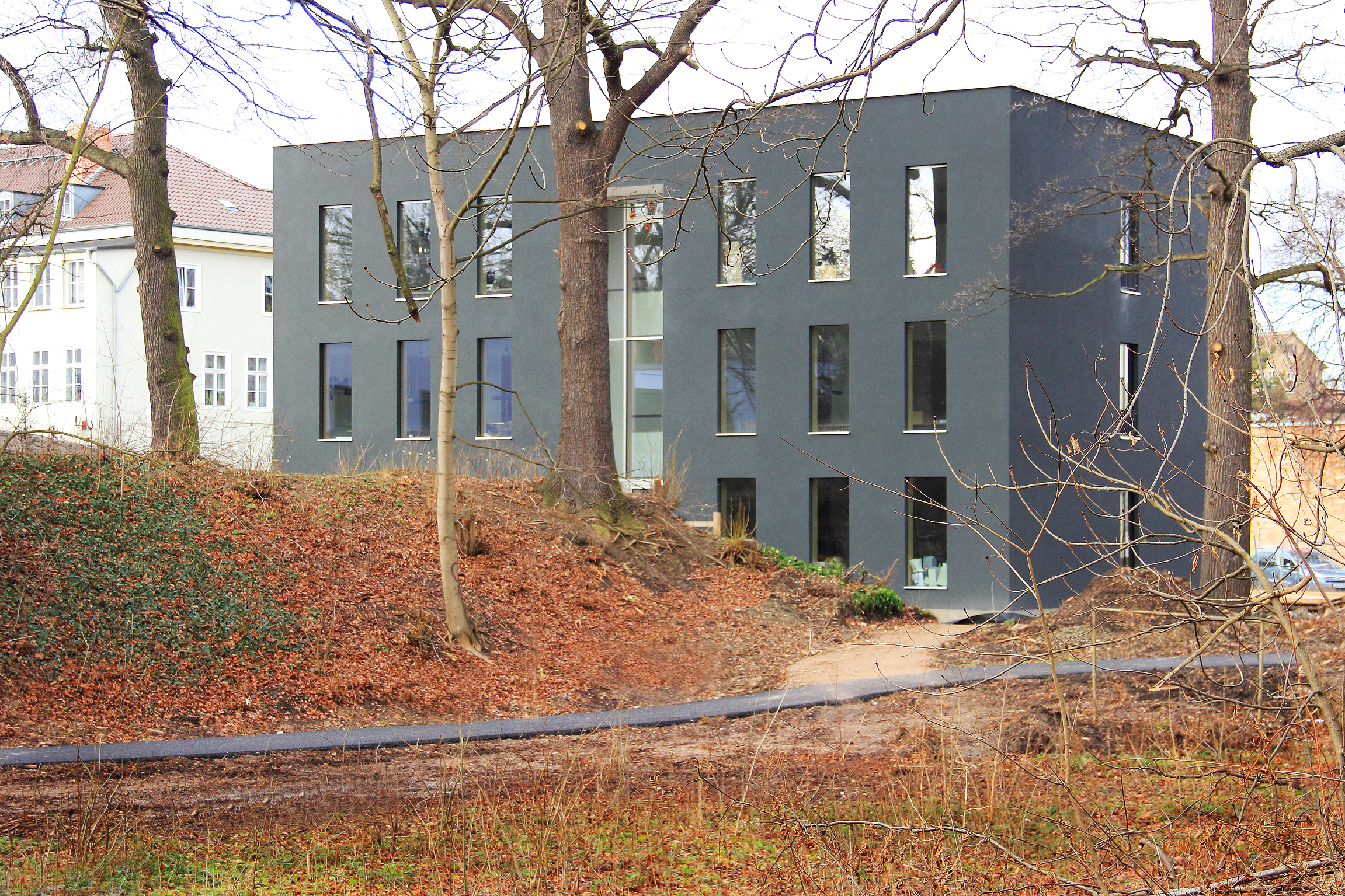
Südfassade des green:house
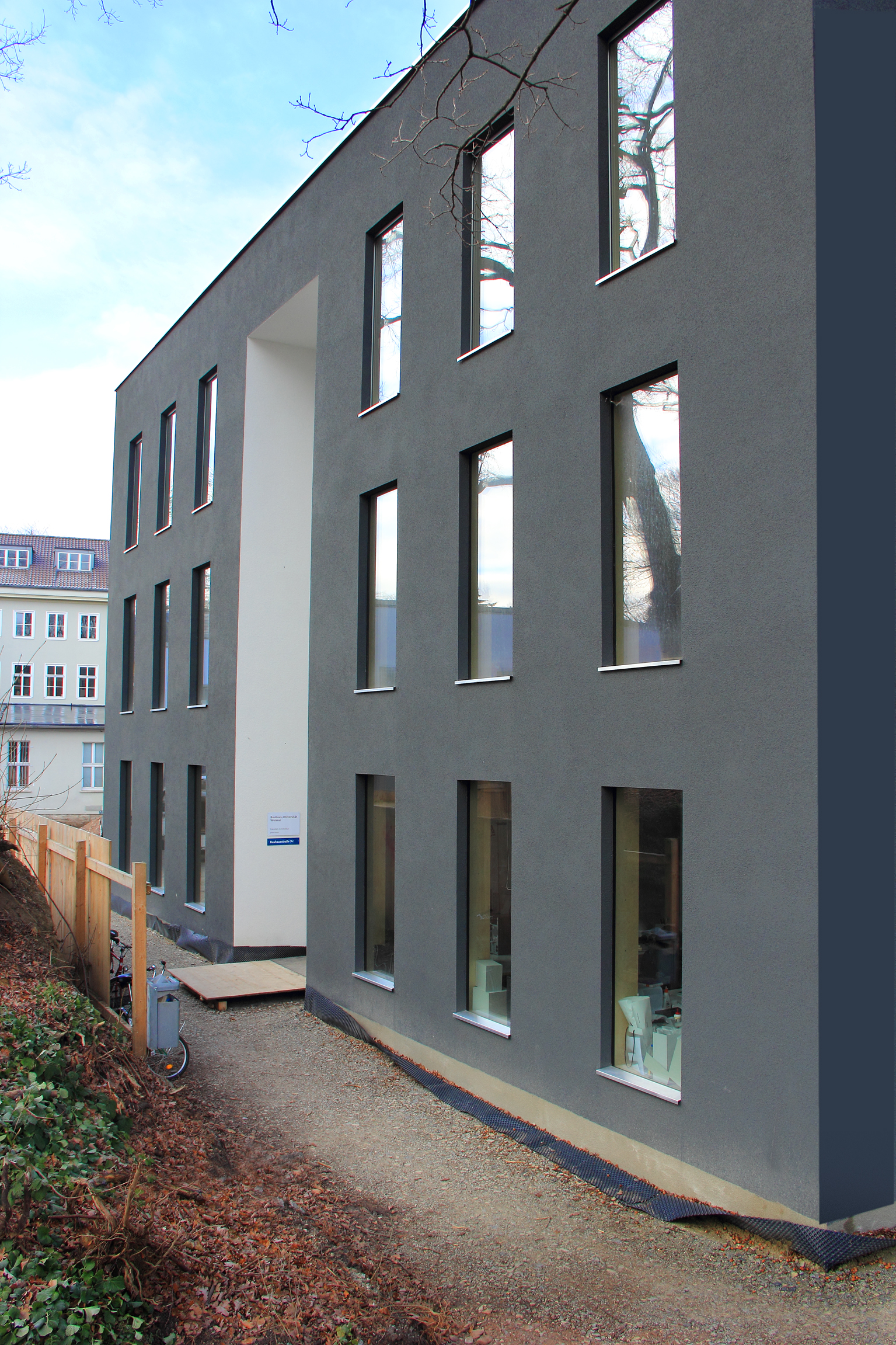
Südfassade des green:house
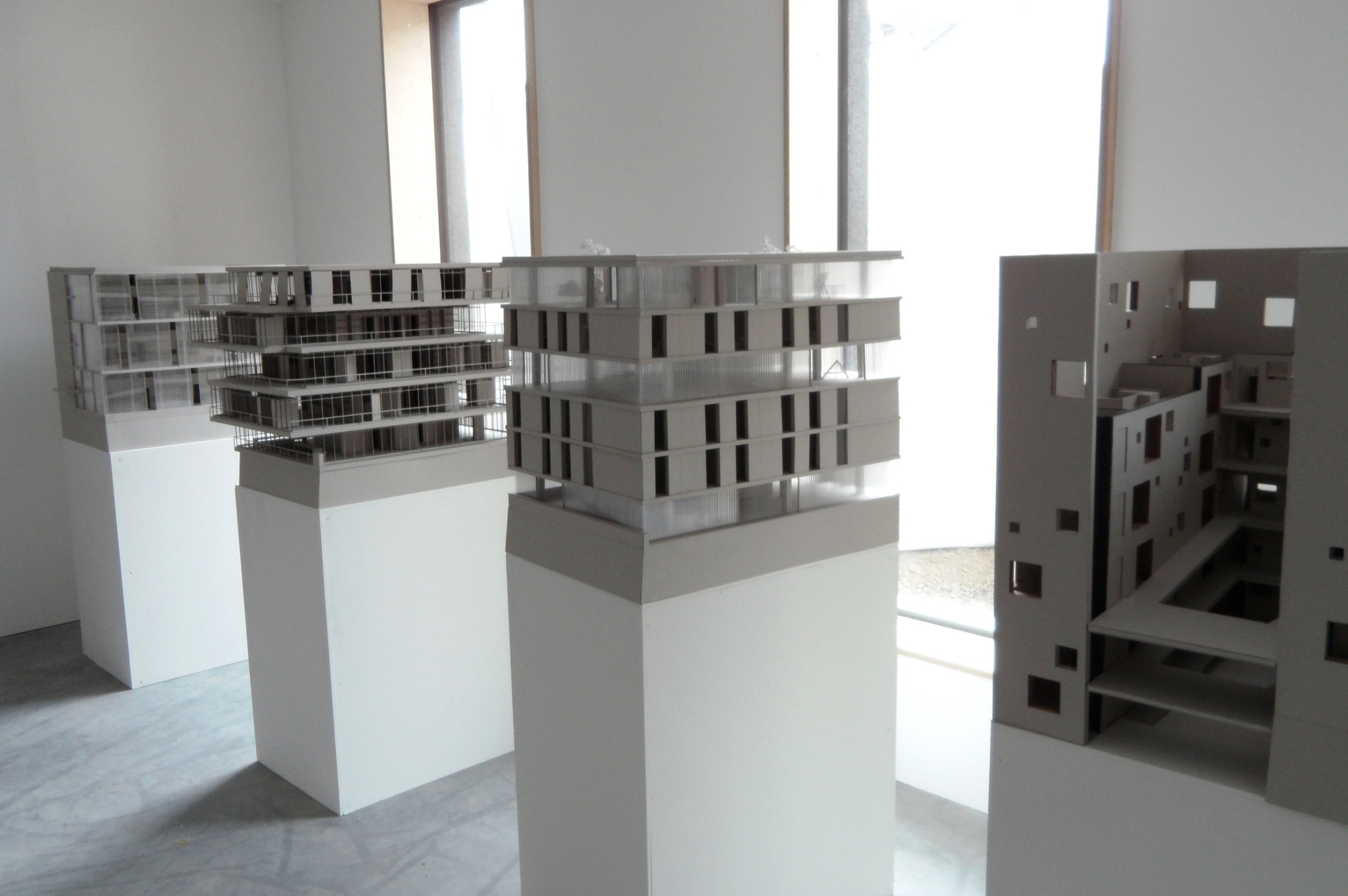
Modellausstellung
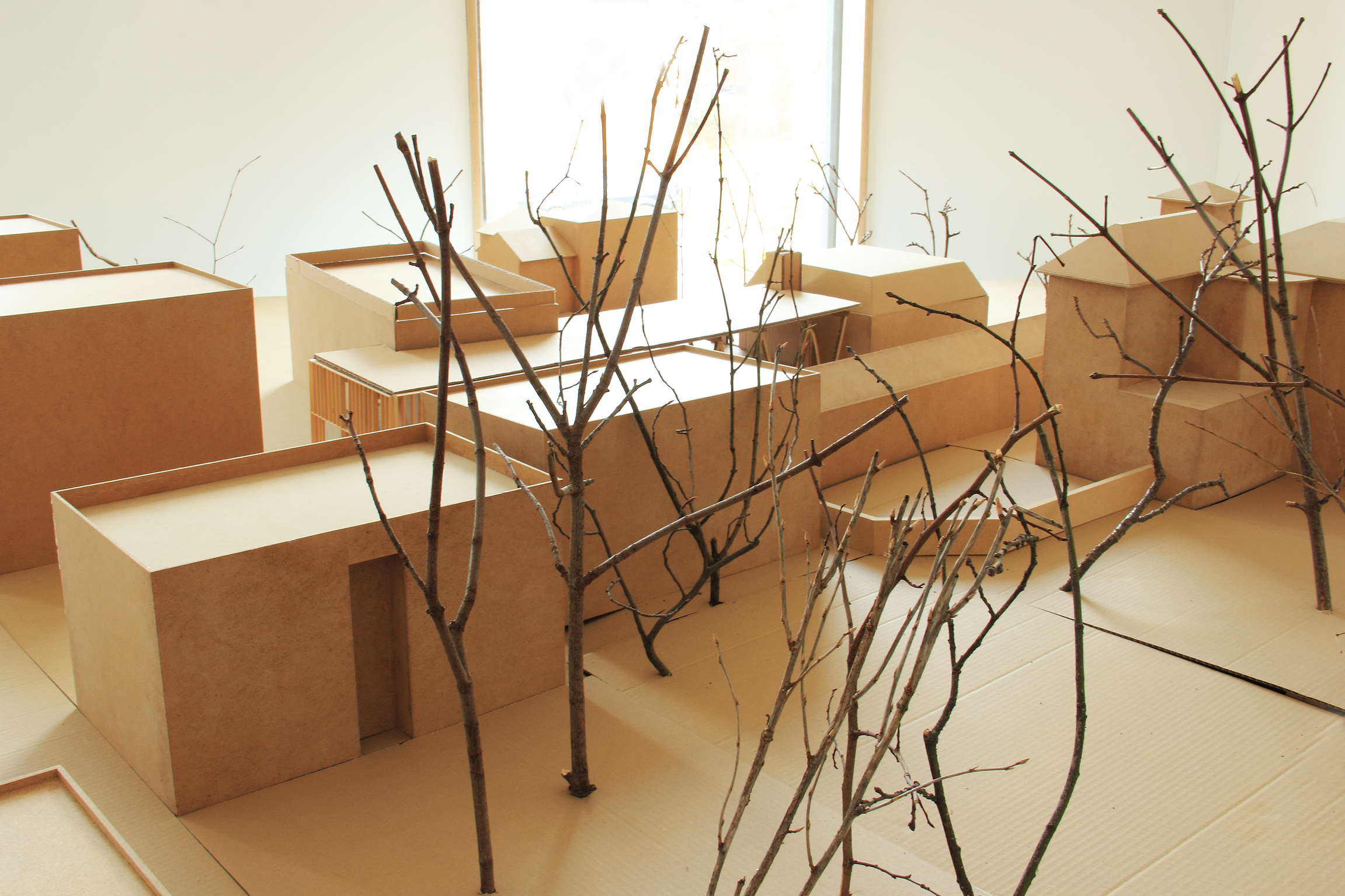
Modellausstellung
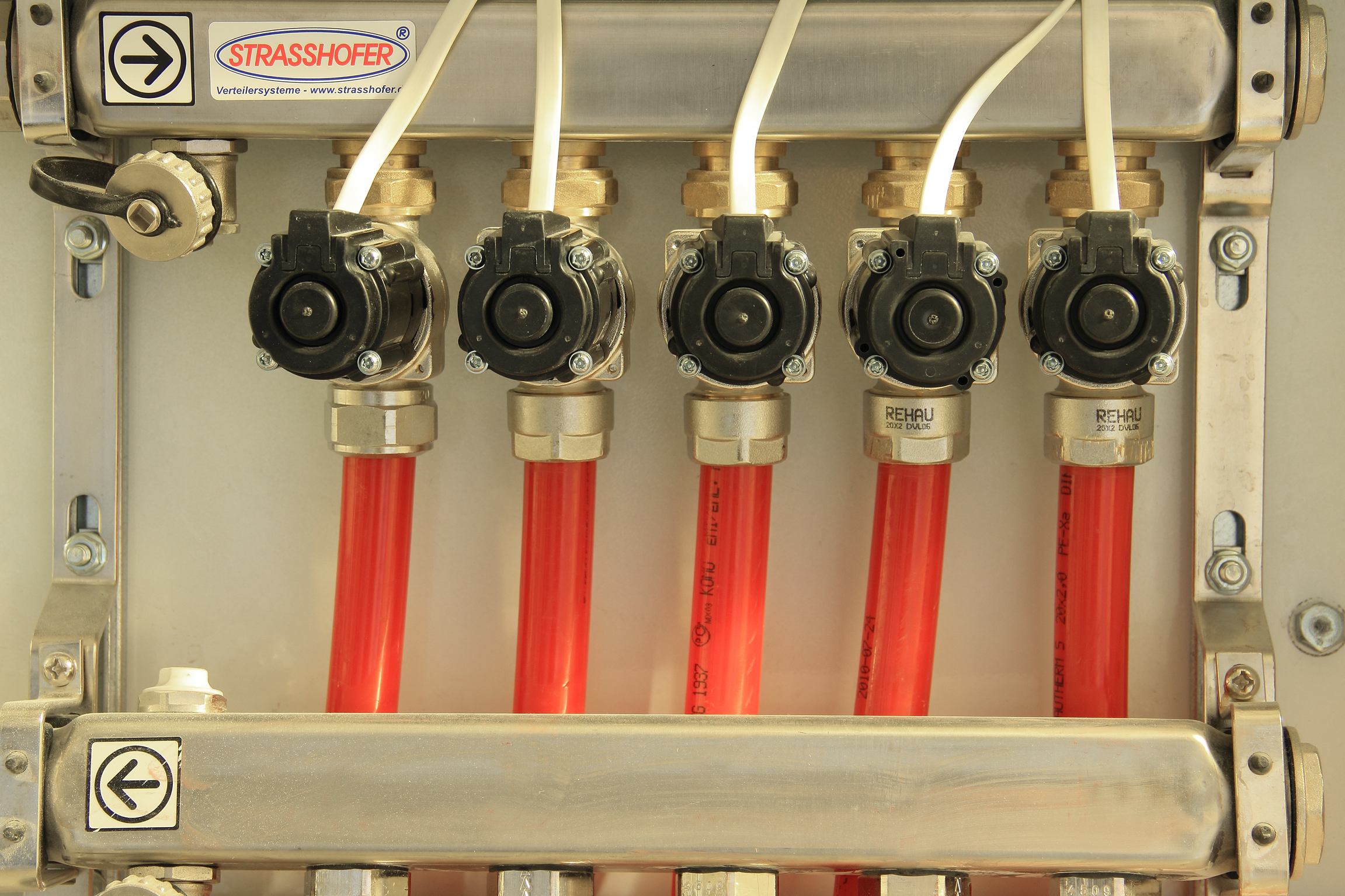
Wärmetechnik

## Auszeichnungen
- 2011: Thüringer Umweltpreis[3]